# Marie Wichnerová
Marie Wichnerová, též Majka Wichnerová (* 22. srpna 1946 Hasina) je česká akademická sochařka a medailérka.

## Život
V roce 1965 emigrovala společně se svým manželem nejdříve do Izraele a po dvou letech do Německa. Do České republiky se vrátila koncem 90. let.

## Vzdělání
V Praze Wichnerová studovala Hollarovu výtvarnou školu. Během pobytu v Německu od roku 1980 studovala sochařství v Kolíně nad Rýnem u profesora K. Hanse Burgeffa, obor volná plastika v architektuře. Studium dokončila v roce 1987.

## Tvorba
Věnuje se technice rytí do sádry, kterou převzala od svého učitele K. H. Burgeffa. První medaili s tématem Karlovy Univerzity vytvořila v roce 1998 pro Českou národní banku. Od roku 1999 tvoří také pro Českou mincovnu, první realizací v rámci této spolupráce byla zlatá medaile k příležitosti konce druhého tisíciletí.